# Franz Willy Neugebauer
Pour les articles homonymes, voir Neugebauer.
Franz Willy Neugebauer (né le 29 septembre 1904 à Waltersdorf, mort le 12 mars 1975) est un trompettiste allemand.

## Biographie
Franz Willy Neugebauer est issu d'une famille de musiciens. Son père Wilhelm, qui dirige une fanfare et un orchestre à cordes à Hannsdorf, le conduit très tôt dans l'enseignement de la musique. Dès son jeune âge, il a des leçons de violon et de trompette de son père. Après avoir terminé ses études, il va au conservatoire de Prague de 1920 à 1925 et étudie le violon principalement et la trompette secondairement. Contre la volonté de son père, il prend son premier emploi de trompettiste à l'orchestre de Johannisbad en 1927. En 1928, il reçoit le poste de trompettiste solo à l'orchestre municipal de Teplitz-Schönau. Parallèlement, il va au conservatoire de Dresde de 1928 à 1931 pour étudier principalement la trompette. Son professeur est Wilhelm Simon, le trompettiste solo de la Staatskapelle de Dresde.
Du 1er septembre 1931 à 1936, il joue de la trompette solo au Deutsche Oper Berlin. De janvier 1937 à 1944, il est trompettiste solo de l'orchestre du Gürzenich de Cologne. Il est aussi professeur de trompette à la Hochschule für Musik und Tanz Köln. Après la Seconde Guerre mondiale, il fait une courte apparition comme invité avec l'Orchestre philharmonique de Munich sous la direction de Hans Rosbaud, qui l'amène en 1948 comme trompettiste solo de la Südwestfunk. De mai 1950 jusqu'à sa retraite le 1er octobre 1969, il est trompettiste solo de l'orchestre symphonique de la WDR de Cologne. Il est aussi chargé de cours à la Rheinische Musikschule à Cologne et à la Folkwang Universität à Essen.
Il est aussi le trompettiste solo du festival de Bayreuth et joue ainsi sous la direction notamment de Joseph Keilberth, Hans Knappertsbusch, Wilhelm Furtwängler et Herbert von Karajan.
Malgré sa présence à la radio et à la télévision en Allemagne et à l'étranger, il maintient le lien avec de nombreux clubs de musique amateurs. Après sa retraite en 1969, il se consacre pleinement à la  musique traditionnelle instrumentale et donne plusieurs fanfares de nombreuses compositions personnelles.

## Source de la traduction
- (de) Cet article est partiellement ou en totalité issu de l’article de Wikipédia en allemand intitulé « Franz Willy Neugebauer » (voir la liste des auteurs).

1. 1 2  (de) Armin Haß, « Trompetenlegende Walter Scholz geht mit 80 auf Tournee », Waldeckische Landeszeitung,‎ 15 avril 2018 (lire en ligne)
2. ↑  (de) Christina Neuhaus, « Mit gutem Ton durch eineinhalb Jahrhunderte », Kölnische Rundschau,‎ 22 mai 2003 (lire en ligne)